# Promenaea paranaensis
Promenaea paranaensis är en orkidéart som beskrevs av Rudolf Schlechter. Promenaea paranaensis ingår i släktet Promenaea och familjen orkidéer. Inga underarter finns listade i Catalogue of Life.